# Smittia insignis
Smittia insignis är en tvåvingeart som beskrevs av Lars Zakarias Brundin 1947. Smittia insignis ingår i släktet Smittia och familjen fjädermyggor. Arten är reproducerande i Sverige. Inga underarter finns listade i Catalogue of Life.